# Mrs. Robinson
| Оценки критиков | Оценки критиков |
| Источник        | Оценка          |
| --------------- | --------------- |
| AllMusic        | Без оценки      |

Mrs. Robinson (с англ. — «Миссис Робинсон») — песня американского дуэта Simon & Garfunkel с их четвёртого студийного альбома Bookends (1968). Она приобрела известность благодаря появлению в фильме «Выпускник» (1967), а также была включена в его альбом-саундтрек.
В США песня поднялась на 1-е место чарта Billboard Hot 100. Это была вторая (после «The Sound of Silence») из трёх песен в карьере дуэта, поднимавшихся в этом чарте на 1-е место.
В 2014 году британский журнал New Musical Express включил данную композицию в свой список «500 величайших песен всех времён», разместив её в нём на 221-й позиции.
В 1999 году сингл дуэта Simon and Garfunkel c этой песней (вышедший в 1968 году на лейбле Columbia Records) был принят в Зал славы премии «Грэмми».

## История
По воспоминаниям музыкантов, на раннем этапе работы над композицией она называлась «Миссис Рузвельт» (англ. Mrs. Roosevelt). Предположительно, имелась в виду Элеонора Рузвельт, супруга американского президента Франклина Делано Рузвельта, активистка борьбы за права женщин и чернокожих. Пол Саймон и Арт Гарфанкель подготовили две песни  — «Punky’s Dilemma» и «Overs» — для режиссёра Майка Николса, который в то время снимал фильм «Выпускник» с Дастином Хоффманом в главной роли. После того, как обе они были отвергнуты, музыканты сыграли ему то, что было прообразом «Mrs. Robinson». У композиции ещё не было полноценного текста, а имя они изменили ради режиссёра. Песня была одобрена мгновенно.
Финальная версия была записана 2 февраля 1968 года в Нью-Йорке, спустя три месяца после выхода фильма Николса на экраны.

## Кавер-версии
Песня понравилась многим именитым музыкантам, её перепевали в том числе Фрэнк Синатра и Bon Jovi.

## Использование в фильмах
- 1967 — «Выпускник»
- 1993 — «Мир Уэйна 2», версия группы The Lemonheads
- 1994 — «Форрест Гамп»
- 1996 — «Мать»
- 1999 — «Американский пирог»
- 1999 — «Другая сестра[англ.]», версия группы The Lemonheads
- 2001 — «Американский пирог 2», версия группы The Lemonheads
- 2005 — «Ходят слухи»
- 2008 — «Новый парень моей мамы», версия группы The Lemonheads
- 2013 — «Волк с Уолл-стрит», версия группы The Lemonheads
- 2015 — «Допинг[англ.]», версия группы The Lemonheads
- 2019 — «Однажды в… Голливуде»

## Чарты

### Недельные чарты
Оригинальная версия
| Чарт (1968)                     | Наив. поз. |
| ------------------------------- | ---------- |
| Нидерланды (Dutch Top 40)       | 5          |
| Ирландия (IRMA)                 | 5          |
| Норвегия (VG-lista)             | 8          |
| Испания (PROMUSICAE)            | 7          |
| Швейцария (Schweizer Hitparade) | 6          |
| США (Billboard Hot 100)         | 1          |
| Великобритания (OCC UK Singles) | 4          |

### Сертификации
| Регион | Сертификация | Продажи    |
| --- | ------------ | ---------- |
| США (RIAA) | Золотой      | 1 000 000^ |
| * Данные о продажах приведены только на основе сертификации. ^ Данные о тиражах приведены только на основе сертификации. |              |            |

Версия группы The Lemonheads
| Чарт (1992)                            | Наив. поз. |
| -------------------------------------- | ---------- |
| США (Billboard Hot Modern Rock Tracks) | 8          |